# Smolnița, Dobrici
Smolnița (în bulgară Смолница, în română Ceamurlia de Mijloc) este un sat în comuna Dobricika, regiunea Dobrici, Dobrogea de Sud, Bulgaria. 
Între anii 1913-1940 a făcut parte din plasa Ezibei a județului Caliacra, România. Împreună cu satul Ceamurlia Mică formau comuna Ceamurlia.

## Demografie
Componența etnică a satului Smolnița
     Turci (9,76%)
     Bulgari (60,42%)
     Romi (5,01%)
     Nicio identificare (21,37%)
     Altele (3,43%)
La recensământul din 2011, populația satului Smolnița era de 379 locuitori. Din punct de vedere etnic, majoritatea locuitorilor (60,42%) erau bulgari, existând și minorități de turci (9,76%) și romi (5,01%). Pentru 21,37% din locuitori nu este cunoscută apartenența etnică.